# Ясно-Поле
Ясно-Поле́ (болг. Ясно поле) — село в Пловдивській області Болгарії. Входить до складу общини Мариця.

## Населення
За даними перепису населення 2011 року у селі проживали 672 особи.
Національний склад населення села:
| Національність   | Кількість осіб | Відсоток |
| ---------------- | -------------- | -------- |
| болгари          | 463            | 97,5%    |
| цигани           | 9              | 1,9%     |
| інша             | 0              | 0%       |
| Всього відповіли | 475            |          |

Розподіл населення за віком у 2011 році:
Динаміка населення: